# Африканские дрофы
Африканские дрофы (лат. Neotis) — род птиц семейства дрофиные. Распространены в засушливых районах Африки к югу от Сахары.
| Русское название              | Латинское название | Изображение | Распространение                                                       |
| ----------------------------- | ------------------ | ----------- | --------------------------------------------------------------------- |
| Сомалийская африканская дрофа | Neotis heuglinii   |             | Джибути, Эритрея, Эфиопия, Кения и Сомали                             |
| Нубийская дрофа               | Neotis nuba        |             | Буркина-Фасо, Камерун, Чад, Мали, Мавритания, Нигер, Нигерия и Судан. |
| Южноафриканская дрофа         | Neotis ludwigii    |             | Ангола, Ботсвана, Лесото, Намибия и Южная Африка.                     |
| Кафрская африканская дрофа    | Neotis denhami     |             | Африка южнее Сахары                                                   |